# Four Mile Trail
Le Four Mile Trail est un sentier de randonnée américain situé dans la partie du parc national de Yosemite qui relève du comté de Mariposa, en Californie. Il relie la vallée de Yosemite à Glacier Point en passant dans la Yosemite Wilderness. C'est une propriété contributrice au district historique dit « Yosemite Valley », lequel est inscrit au Registre national des lieux historiques depuis le 14 décembre 2006.